# Shohreh Aghdashloo
Shohreh Aghdashloo (Teherán, 11 de mayo de 1952) es una actriz iraní.

## Biografía

### Inicios
Aghdashloo nació en Teherán (Irán) como Shohreh Pari Vaziri-Tabar ("Aghdashloo" es el nombre de la familia de su exmarido, el famoso pintor iraní Aydin Aghdashloo), en una rica familia chiita secular. Aghdashloo comenzó a actuar a los 20 años. Tras numerosos papeles como protagonista en el escenario, le ofrecieron su primer papel en Gozaresh (El informe), dirigida por el reconocido director Abbas Kiarostami, que ganó el Premio de la Crítica en el Festival de Cine de Moscú. Su siguiente película fue Shatranje Baad (traducido libremente: Ajedrez con el viento), dirigido por Mohammad Reza Aslani que se proyectó en varios festivales de cine. Ambas películas fueron prohibidas en su país de origen, pero en 1978, Aghdashloo fue aclamada por su actuación en Sooteh Delan (Broken Hearts), dirigida por el fallecido cineasta iraní Ali Hatami que la estableció como una de las actrices principales de Irán.

### Carrera
Durante la Revolución de 1979, Aghdashloo dejó Irán por Windermere (Cumbria, Inglaterra) donde completó su educación. Obtuvo una licenciatura en Relaciones Internacionales. Sin embargo, ella continuó con su carrera de actriz, lo que la llevó a Los Ángeles a finales de los 80. En 1987 se casó con el actor y dramaturgo Houshang Touzie. Tuvieron una hija en 1989. Durante los 90, actuó en numerosas obras de teatro, muchas de ellas escritas por su marido, y principalmente dirigidas a la comunidad iraní, de éxito a nivel nacional e internacional.
En 2003 participó en la película Casa de arena y niebla, lo que le valió numerosos premios de la crítica estadounidense y una nominación a los Oscar como mejor actriz secundaria. Desde entonces ha trabajado regularmente en diversas películas estadounidenses, principalmente como secundaria, como por ejemplo El exorcismo de Emily Rose  (2005), La casa del lago (2006) o Natividad (2006).
En 2005 tuvo un papel recurrente en la cuarta temporada de la serie 24, como matriarca de una familia de terroristas, hecho que le valió críticas de la comunidad musulmana e iraní de Estados Unidos, por perpetuar el estereotipo de los musulmanes como terroristas. A pesar de ello obtuvo buenas críticas por su interpretación.
En 2008, Aghdashloo interpretó a la esposa de Saddam Hussein, Sajida Hussein, en la miniserie House of Saddam, papel que le reportó un Emmy a la mejor actriz de reparto en miniserie o telefilme.
En 2009, Aghdashloo interpreta el papel de Zahra en la película The Stoning of Soraya M., lo que significa su primer papel protagonista en un filme en 30 años. Su interpretación recibió buenas críticas y obtuvo diversas nominaciones.
Ha participado como una de las protagonistas principales en la serie de televisión estadounidense The Expanse. Se trata de una serie de ciencia ficción basada en la serie de novelas de Daniel Abraham y Ty Franck que cuenta con cinco temporadas, habiéndose estrenado la primera el 14 de diciembre de 2015.

## Filmografía selecta
- Casa de arena y niebla (2003)
- El exorcismo de Emily Rose  (2005)
- X-Men: The Last Stand (2006)
- American Dreamz (2006)
- La casa del lago (2006)
- Natividad (2006)
- La verdad de Soraya M. (2008)
- The Sisterhood of the Traveling Pants 2 (2008)
- House of Saddam (2008)
- Percy Jackson & the Olympians 2: The Sea of Monsters (2013)
- The Expanse (2015)
- Septiembre en Shiraz (2015)
- La Promesa (2016)
- Star Trek Beyond (2016)
- Arcane (2021) como Enforcer Grayson (Voz)
- Renfield (2023) como Ella
- Damsel (The Dragon) (2024) (Voz)

## Premios y distinciones
Óscar
| Año  | Categoría               | Película               | Resultado |
| ---- | ----------------------- | ---------------------- | --------- |
| 2004 | Mejor Actriz de Reparto | Casa de arena y niebla | Candidata |

Emmy
| Año  | Categoría                                       | Trabajo         | Resultado |
| ---- | ----------------------------------------------- | --------------- | --------- |
| 2009 | Mejor Actriz de Reparto en miniserie o telefilm | House of Saddam | Ganadora  |